# Empire Award for Best Sci-Fi/Fantasy
Empire Award for Best Sci-Fi/Fantasy (Premiul Empire pentru cel mai bun film SF/fantastic) este unul dintre Premiile Empire (en:Empire Awards) care sunt oferite anual de către revista britanică Empire.

## Câștigători și nominalizări
În lista de mai jos, câștigătorii sunt prezentați cu aldin, urmați de celelalte nominalizări.

### Anii 1990
| An          | Film                                                | Ref.        |
| ----------- | --------------------------------------------------- | ----------- |
| 2006 (11th) | Războiul stelelor - Episodul III: Răzbunarea Sith   | [ 1 ]       |
| 2006 (11th) | Harry Potter și Pocalul de Foc                      | [ 1 ]       |
| 2006 (11th) | King Kong                                           | [ 1 ]       |
| 2006 (11th) | Serenity                                            | [ 1 ]       |
| 2006 (11th) | Cronicile din Narnia - Leul, Vrăjitoarea și Dulapul | [ 1 ]       |
| 2007 (12th) | Labirintul lui Pan                                  | [ 2 ]       |
| 2007 (12th) | Copiii tatălui                                      | [ 2 ]       |
| 2007 (12th) | Pirații din Caraibe: Cufărul omului mort            | [ 2 ]       |
| 2007 (12th) | Superman Revine                                     | [ 2 ]       |
| 2007 (12th) | X-Men: Ultima înfruntare                            | [ 2 ]       |
| 2008 (13th) | Pulbere de stele                                    | [ 3 ]       |
| 2008 (13th) | 300 - Eroii de la Termopile                         | [ 3 ]       |
| 2008 (13th) | Harry Potter și Ordinul Phoenix                     | [ 3 ]       |
| 2008 (13th) | Spre Soare                                          | [ 3 ]       |
| 2008 (13th) | Transformers - Războiul lor în lumea                | [ 3 ]       |
| 2009 (14th) | Wanted                                              | [ a ] [ 4 ] |
| 2009 (14th) | Hellboy și Armata de Aur                            | [ a ] [ 4 ] |
| 2009 (14th) | Iron Man                                            | [ a ] [ 4 ] |
| 2009 (14th) | Cavalerul negru                                     | [ a ] [ 4 ] |
| 2009 (14th) | WALL-E                                              | [ a ] [ 4 ] |

### Anii 2010
| An          | Film                                            | Ref.          |
| ----------- | ----------------------------------------------- | ------------- |
| 2010 (15th) | Star Trek: Un nou început                       | [ 5 ] [ 6 ]   |
| 2010 (15th) | Avatar                                          | [ 5 ] [ 6 ]   |
| 2010 (15th) | District 9                                      | [ 5 ] [ 6 ]   |
| 2010 (15th) | Moon                                            | [ 5 ] [ 6 ]   |
| 2010 (15th) | Doctor Parnassus                                | [ 5 ] [ 6 ]   |
| 2011 (16th) | Harry Potter și Talismanele Morții. Partea 1    | [ 7 ]         |
| 2011 (16th) | Alice în Țara Minunilor                         | [ 7 ]         |
| 2011 (16th) | Începutul                                       | [ 7 ]         |
| 2011 (16th) | Kick-Ass                                        | [ 7 ]         |
| 2011 (16th) | Scott Pilgrim împotriva tuturor                 | [ 7 ]         |
| 2012 (17th) | Thor                                            | [ 8 ]         |
| 2012 (17th) | Căpitanul America: Primul Răzbunător            | [ 8 ]         |
| 2012 (17th) | Planeta maimuțelor: Invazia                     | [ 8 ]         |
| 2012 (17th) | Super 8                                         | [ 8 ]         |
| 2012 (17th) | X-Men: First Class                              | [ 8 ]         |
| 2013 (18th) | The Hobbit: An Unexpected Journey               | [ 9 ]         |
| 2013 (18th) | Dredd                                           | [ 9 ]         |
| 2013 (18th) | Looper                                          | [ 9 ]         |
| 2013 (18th) | Prometheus                                      | [ 9 ]         |
| 2013 (18th) | The Avengers                                    | [ 9 ]         |
| 2014 (19th) | The Hobbit: The Desolation of Smaug             | [ 10 ]        |
| 2014 (19th) | Gravity                                         | [ 10 ]        |
| 2014 (19th) | Pacific Rim                                     | [ 10 ]        |
| 2014 (19th) | Star Trek Into Darkness                         | [ 10 ]        |
| 2014 (19th) | The Hunger Games: Catching Fire                 | [ 10 ]        |
| 2015 (20th) | X-Men: Days of Future Past                      | [ 11 ] [ 12 ] |
| 2015 (20th) | Dawn of the Planet of the Apes                  | [ 11 ] [ 12 ] |
| 2015 (20th) | Guardians of the Galaxy                         | [ 11 ] [ 12 ] |
| 2015 (20th) | Interstellar                                    | [ 11 ] [ 12 ] |
| 2015 (20th) | The Hobbit: The Battle of the Five Armies       | [ 11 ] [ 12 ] |
| 2016 (21st) | Star Wars: The Force Awakens                    | [ 13 ]        |
| 2016 (21st) | The Hunger Games: Mockingjay – Part 2           | [ 13 ]        |
| 2016 (21st) | Jurassic World                                  | [ 13 ]        |
| 2016 (21st) | Mad Max: Fury Road                              | [ 13 ]        |
| 2016 (21st) | The Martian                                     | [ 13 ]        |
| 2017 (22nd) | A Monster Calls                                 | [ 14 ]        |
| 2017 (22nd) | Arrival                                         | [ 14 ]        |
| 2017 (22nd) | Doctor Strange                                  | [ 14 ]        |
| 2017 (22nd) | Rogue One                                       | [ 14 ]        |
| 2017 (22nd) | 10 Cloverfield Lane                             | [ 14 ]        |
| 2018 (23rd) | Femeia fantastică                               | [ 15 ]        |
| 2018 (23rd) | Blade Runner 2049                               | [ 15 ]        |
| 2018 (23rd) | Logan                                           | [ 15 ]        |
| 2018 (23rd) | Războiul stelelor - Episodul VIII: Ultimii Jedi | [ 15 ]        |
| 2018 (23rd) | Thor: Ragnarok                                  | [ 15 ]        |